# Rossi Kotsis
Rossi Stephen Kotsis (* 14. September 1981 in Sydney, New South Wales, Australien) ist ein australischer Schauspieler.

## Leben
International bekannt wurde er mit der Rolle des Spike Baxter in der weltweiten Erfolgsserie „Mission Top Secret“ (Achtung! Streng Geheim!).
Bei einem Casting für die Sendung im Jahr 1992 fiel der in Sydney geborene Rossi Kotsis Roger Mirams sofort auf. Der Produzent merkte, dass er da genau vor sich hatte, was er sich vorstellte und er wusste, dass ein großes schauspielerisches Talent in dem damals 11-jährigen Jungen schlummerte. Es war besonders seine mitreißende Ausstrahlung, die die gesamte Crew der Serie immer wieder inspirierte und stets zum Lachen brachte. Er versprühte alleine durch sein Auftreten am Set eine ganz besondere Atmosphäre und dazu gute Laune bei sämtlichen Crewmitgliedern. Frederick Parslow, der in der Serie den Sir Joshua Cranberry verkörperte, nannte den Jungen „ein Phänomen“.
Kotsis selbst meinte zu seiner Rolle, dass sie ihm eigentlich sehr liegen würde, da er auch im richtigen Leben, wie Spike, ein freundlicher, humorvoller, unverkrampfter und abenteuerlustiger Junge sei.
Rossi Kotsis stand jedoch nicht zum ersten Mal vor der Kamera, bereits im Alter von vier Jahren machte er erste Erfahrungen. Neben „Mission Top Secret“ war er u. a. in „Greenkeeping“ und „Police Rescue“ zu sehen.
Im Zuge dieser Erfolge, die nicht zuletzt aufgrund seines Mitwirkens zustande kamen, entschied er sich, seine Hobbys Basketball und Rugby hinten anzustellen, und nahm Schauspiel- und Ballettunterricht, um seine Chancen für eine Schauspielkarriere zu steigern.
Nach erfolgreicher Beendigung der High School fiel seine Entscheidung dann aber doch für den sicheren Weg aus. So begann er Jura an der Universität von Sydney zu studieren, mit einer Spezialisierung auf Finanz- und Wirtschaftsrecht. Auf diesem Gebiet wurde er mit mehreren Auszeichnungen für besondere Leistungen geehrt.